# Laura Vega Santana
Laura Vega Santana (Vecindario, 18 de abril de 1978) es una profesora de música y compositora española.

## Trayectoria
Comenzó sus estudios en la Escuela Municipal de Música de Vecindario, donde estudió piano, armonía y contrapunto. Amplió estudios en el Conservatorio Superior de Música de Las Palmas, obteniendo la titulación superior de Piano, así como en armonía, contrapunto, composición e instrumentación, especialidades por las que obtiene el Premio Fin de Carrera.
En la Academia de la Orquesta Filarmónica de Las Palmas y en el Conservatorio Superior de Música de Las Palmas culminó la especialidad de oboe. Desarrolla su experiencia profesional como oboísta en la Banda Juvenil Sol y Viento de Vecindario, en la Banda Municipal de Las Palmas de Gran Canaria, en la Orquesta Joven de la Academia de la Orquesta Filarmónica de Gran Canaria y en la Orquesta Sinfónica de Las Palmas.
Su docencia comenzó como profesora de piano, lenguaje musical y armonía en la Escuela Municipal de Santa Lucía y de la especialidad de Composición en el Conservatorio Profesional de Música de Las Palmas. Desde 2003 es profesora en las especialidades de Armonía y Contrapunto en el Conservatorio Superior de Música de Canarias.

## Obras seleccionadas
En su catálogo cuenta con más de cincuenta obras, entre las que destacan:
- Concierto para oboe y dos grupos orquestales (encargo de la Fundación Autor, SGAE y AEOS y estrenada por la Orquesta Filarmónica de Gran Canaria)
- Imágenes de una isla para orquesta y silbo gomero (encargo del Cabildo de La Gomera, estrenado por la Orquesta Sinfónica de Las Palmas).
- In Paradisum, concierto para piano y orquesta, encargo del XXVI Festival de Música de Canarias.[2]
- Elegía olvidada para contrabajo
- Viaje al silencio para clarinete, violonchelo, percusión y piano.
- Más allá de la noche que me cubre... para arpa.
- Poemas de Elvireta Escobio para soprano y orquesta de cuerda.
- Concierto para oboe y dos grupos orquestales.
- Sonatina para oboe y piano.
- Luz de tinieblas para dos violonchelos, dos contrabajos y piano.
- Pater Noster para coro y orquesta de cuerda, Mención de Honor en el IV Premio Internacional de Música Sacra Fernando Rielo.
- Ángel de luz, doble concierto para percusión, orquesta de cuerda y arpa (encargo de la Fundación SGAE y la AEOS).
- Esencia de luz.
- Galdosiana, encargo de la Joven Orquesta de Canarias y de la Orquesta y Coro Nacionales de España.

## Premios
En 2001, ganó en Tenerife el Premio Regional de Música de Cámara de CajaCanarias María Orán en la categoría de Mejor Interpretación de Obras de Compositores Canarios.
En el año 2011, obtuvo la Mención de Honor en el IV Premio Internacional de Música Sacra Fernando Rielo por la obra Pater Noster para coro y orquesta de cuerda.
En 2012, ganó el Premio de la Real Sociedad Económica de Amigos del País de Gran Canaria en la modalidad de Música, especialidad composición.

## Reconocimientos
En diciembre de 2008, recibió el Premio Ateneo a la Cultura, el máximo galardón que concede el Ayuntamiento de Santa Lucía “a personas o entidades por su labor continuada a favor de la promoción cultural”. En el año 2011, entró a formar parte como miembro numerario de la Real Academia Canaria de Bellas Artes San Miguel Arcángel.